# 에밀리 허스트
에밀리 허스트(Emily Hirst, 1993년 7월 9일 ~ )는 캐나다의 배우, 영화배우이다.
밴쿠버에서 태어났다.

## 방송
- 블레이드

## 영화
- 티미의 못말리는 무비 : 티미가 커졌어요 (2011년)
- 세컨드 사이트 (2007년)
- 배틀스타 갤럭티카: 레이저 (2007년)
- 포 더 러브 오브 어 차일드 (2006년) - 로라 역
- 메모리 (2006년)
- 디솔레이션 사운드 (2005년)